# Amaggi
Amaggi (anteriormente Grupo André Maggi) é uma empresa multinacional brasileira do agronegócio de propriedade de Lucia Borges Maggi, seu filho Blairo Maggi e suas quatro irmãs, sendo uma herança construída em família  junto ao patriarca André Antonio Maggi (1927-2001). Sediada em Cuiabá no estado de Mato Grosso, atualmente é uma das empresas líderes em seu segmento na América Latina e com atuação em 7 países. Além de trading a companhia tem ramificação nas áreas de sementes, transporte fluvial, beneficiamento de soja, geração de energia e na área financeira.

## História
A trajetória da Amaggi começou em 1977 em uma localidade chamada Vila Gaúcha, que mais tarde, depois de emancipada, passou a se chamar São Miguel do Iguaçu, no estado do Paraná  com a Sementes Maggi. O proprietário era o produtor rural André Maggi, sua esposa Lucia Borges Maggi e seu filho Blairo Maggi.
Em 1979, a família adquiriu suas primeiras terras em Mato Grosso, no município de Itiquira. Em 1984 a empresa mudou a sua sede de São Miguel do Iguaçu para Rondonópolis, no estado de Mato Grosso. No mesmo ano é inaugurado o primeiro armazém, em Itiquira.
Entre 1994 e 1997, a companhia construiu sua primeira Pequena Central Hidrelétrica (PCH), a Santa Lucia, localizada no município de Sapezal, no Rio Juruena. Mais tarde foram construídas mais três PCHs no Rio Juruena e uma no Rio Formiga, município de Campos de Julio.
No ano de 1997, a Amaggi deu início à navegação fluvial por meio do Corredor Madeira-Amazonas, onde as barcaças saem de Porto Velho, Rondônia e seguem para Itacoatiara, Amazonas, onde a Amaggi construiu também um terminal de transbordo de grãos. De lá, saem para exportação pelo Oceano Atlântico. Anos mais tarde, a companhia expandiu seus negócios para esses dois estados, inaugurando em 2002 a indústria de esmagamento de soja em Itacoatiara, e o porto próprio Portochuelo, em Porto Velho, em 2015.
No ano de 2001 morre o empresário e fundador André Maggi, com esse evento, Blairo (ex-ministro da Agricultura, Pecuária e Abastecimento do governo Michel Temer), assume e se torna o presidente e principal executivo do Grupo André Maggi.
Em 2005 a Amaggi se tornou signatária do Pacto Nacional pela Erradicação do Trabalho Escravo, que busca a erradicação de toda forma de trabalho análogo ao escravo no país. 
Em 2009 a Amaggi inicia processo de transferência da sede de cidade para Cuiabá, motivado pela expansão física, logistica e de estratégica, inicialmente a empresa transferiu as áreas de produção e Engenharia Corporativa, os Departamentos de Meio Ambiente, Segurança do Trabalho e Suprimentos.
Em 2011 a Amaggi avança no processo de internacionalização com a abertura de um escritório na Argentina localizado na capital Buenos Aires e iniciou suas atividades como trading.
No ano 2022, a Amaggi conquistou pelo segundo ano consecutivo a liderança mundial no combate contra o desmatamento, e é reconhecida como uma das empresas mais sustentáveis do mundo. 

## Divisão
Considerada a 4º maior empresa em exportação de commodities em Mato Grosso e sendo a 18º maior do Brasil, a Amaggi é atualmente formada por quatro áreas de negócios:
- Amaggi Commodities - Holding com atuação nas áreas de negócio da trading.
- Amaggi Agro – Opera nas áreas de processamento de soja e comercialização de grãos e insumos.
- Amaggi Logística e Operações  – empresa de logística da trading, com atuação no transporte rodoviário e principalmente no fluvial.
- Amaggi Energia – responsável pela produção de energia eletrica da companhia, atua na produção e geração de energia a partir de pequenas central hidrelétrica.[7]
- Denofa – empresa norueguesa de controle da Amaggi, em 2009 a trading comprou 51% da Denofa e em 2011 havia comprado 100% da companhia,[8] atualmente opera no processamento de soja na Noruega, com uma capacidade de esmagamento de 430 mil toneladas por ano.[9]

- Ciapar – Companhia Agricola dos Parecis, também referida pela sigla (Ciapar), é uma empresa agrícola controlada pela Amaggi desde 2018, foi de propriedade do empresario Olacyr de Moraes, que controla a fazenda Itamarati Norte.[10]

A companhia tem atuação em todas as etapas da cadeia produtiva do agronegócio, desde a produção agrícola até o transporte fluvial e rodoviário, passando por originação, processamento de soja e comercialização de grãos, insumos, energia elétrica e operações portuárias. Possui ainda escritórios de representação na Holanda, Suíça, Argentina, Paraguai e China.

### Fundação André e Lucia Maggi
Fundação André e Lucia Maggi (FALM) é uma organização sem fins lucrativos, responsável pela gestão das ações de Investimento Social Privado da AMAGGI nas regiões de atuação da empresa.

#### História da Fundação André e Lucia Maggi
Em 1997 André Maggi cria a FALM com o objetivo de angariar recursos para construção do Hospital e Maternidade “Renato Sucupira” em Sapezal, desenvolveu, nos anos seguintes, projetos de complementação alimentar à base de soja e o Programa de Apoio às Instituições Sociais (Seleção Pública de Projetos).
Inaugura-se em 2009, dois projetos de estrutura física a Casa Maggica, em Rondonópolis e o Centro Cultural Velha Serpa, em Itacoatiara.
Em 2015 a fundação  cria a Política de Investimento Social Privado da AMAGGI, que direciona as formas de apoio às comunidades de maneira clara e transparente. Também houve o encerramento da Seleção Pública de Projetos e o início dos projetos Potencializa, Transformar e do Prêmio Fundação André e Lucia Maggi.
Em 2018, a Fundação passa por uma revisão estratégica, que definiu sua atuação até o 2025. Com isso, os projetos Potencializa, Transformar e Prêmio Fundação André e Lucia Maggi são encerrados para dar lugar a novas ações e projetos, como o Desafio Global, Municípios Prioritários e Cedência dos seus Espaços Coletivos.

#### Atuação
Por meio de sua atuação, a FALM busca contribuir com os Objetivos de Desenvolvimento Sustentável, estabelecidos pela Organização das Nações Unidas; e com o Posicionamento Global de Sustentabilidade da AMAGGI, com a premissa de fortalecer o protagonismo social de jovens e lideranças para o desenvolvimento local sustentável. Com sede em Cuiabá conta ainda com duas outras unidades físicas, o Espaço Coletivo Fundação André e Lucia Maggi, em Rondonópolis, e o Espaço Coletivo Centro Cultural Velha Serpa, em Itacoatiara, em 2016 chegou a atuar em 20 municípios nos estados do Mato Grosso, Amazonas, Paraná e Rondônia. Já em 2018 chega a 30 municípios dos estados do Mato Grosso, Rondônia,Amazonas, Paraná, Rio Grande do Sul e Goiás.
Em 2011 a instituição investiu R$ 3 milhões em projetos sociais, tendo como resultado cerca de 49440 beneficiários diretos e mais de 167000 indiretos.

#### Premiações e certificações
| Prêmio                                                | Ano  | Resultado |
| ----------------------------------------------------- | ---- | --------- |
| Prêmio Brotar                                         | 2018 | Venceu    |
| PMD Pro                                               |      | Venceu    |
| Certificado de Responsabilidade Social de Mato Grosso | 2018 | Venceu    |
| Prêmio ANU                                            | 2012 | Indicado  |
| Prêmio Transformadores                                | 2019 | Venceu    |